# Индокина (филм)
Индокина  је француски драмски филм из 1992. смештен у колонијалну француску Индокину током 1930-их до 1950-их.
Главни лик у филму је Елијан Деврис, француска власница плантаже, и о њеној усвојеној вијетнамској кћи Камил. Радња филма се одиграва у позадини растућег вијетнамског националистичког покрета.
Сценарио су написали романописац Ерик Орсена, сценаристи Луис Гардел и Кетрин Коен и сам редитељ Режис Варгније. У филму главне улоге тумаче Катарин Денев, Венсан Перез, Лин Дан Фам, Жан Јан и Доминик Блан.
Филм је освојио Оскара за најбољи филм на страном језику на 65. додели Оскара, а Денев је номинована за најбољу глумицу.

## Глумачка подела
- Катрин Денев - Елиане Девриес
- Винсент Перез - Жан-Баптист
- Лин Дан Пхам - Камил
- Жан Јан - Гај
- Доминик Блан - Ивет
- Анри Марто - Емил

## Продукција
Филм је сниман углавном у Империјал Ситију, Хуе, Ха Лонг (Залив Халонги) и Нин Бин у Вијетнаму. Батерворт у Малезији је коришћен - замена за Хо Ши Мин, а плантажна кућа је заправо била Цраг Хотел у Пенангу, Малезија. Неки делови су снимани у вили  Џорџтауну, Пенанг, Малезија. Главни део снимања почео је 8. априла 1991. године, а завршено је 22. августа 1991. године.
Филм је привукао 3.198.663 гледаоца у биоскопима у Француској, што га чини шестим најгледанијим филмом те године. Филм је такође зарадио 5.603.158 долара у Северној Америци.

## Критички пријем
На Rotten Tomatoes, Индокина има оцену од 75%, на основу 20 рецензија, и просечну оцену од 6,4/10.
Рецензије критичара похвалиле су фотографију и сценографију, док су са друге стране приметили проблеме са заплетом и развојем ликова. Роџер Иберт је написао да филм намерава да буде француски  Прохујало са вихором , прича о романтици и раздвајању, испричана у позадини разорног рата. Наставио је: Индокина је амбициозна, прелепа пропуштена прилика – преспора, предугачка, превише прибрана. То није успешан филм, а ипак има толико тога доброг у њему да га можда ипак вреди погледати… Лепота, фотографија, утицај сцена снимљених на локацији у Вијетнаму, све је упечатљиво.
Рита Кемплеи у чланку за The Washington Postа је сматрала је да је трансформација Камиле из наивне, размажене невине у комунистичког револуционара упечатљив заплет, али је напоменула: „Невоља је у томе што никада не видимо како крхка тинејџерка пролази кроз ову изненађујућу метаморфозу. Чини се да је режисера далеко више ме занима шта белци раде на плантажи“. Она је даље прокоментарисала: „Варгније, који је изучио свој занат на лакту Клода Шаброла, открива географску раскош југоисточне Азије, - и здрав разум њених људи, чија лукава запажања дају Индокини и енергију и лакоћу.“